# Château de Shuri
 (septembre 2016).
Si vous disposez d'ouvrages ou d'articles de référence ou si vous connaissez des sites web de qualité traitant du thème abordé ici, merci de compléter l'article en donnant les références utiles à sa vérifiabilité et en les liant à la section « Notes et références ».
Le château de Shuri (首里城, Shuri-jō), okinawaïen : Sui ugusiku, est un gusuku, une forme du château japonais médiéval situé dans la ville de Naha (anciennement appelée Shuri), capitale et principale ville de la préfecture d'Okinawa, au Japon. La structure était la résidence royale du royaume de Ryukyu, puis le centre du gouvernement, religieux et aussi la maison du pays. Le complexe fortifié de bâtiments situés à l'est des collines du centre-ville domine le port d'environ 120 à 130 m d'altitude.
Le 31 octobre 2019, 4800 mètres carrés du complexe ont été détruits par un incendie, soit une très grande partie.
Selon les dernières prévisions, les travaux de reconstructions devraient être achevés courant 2025 (Vu sur place en 2024).

## Histoire

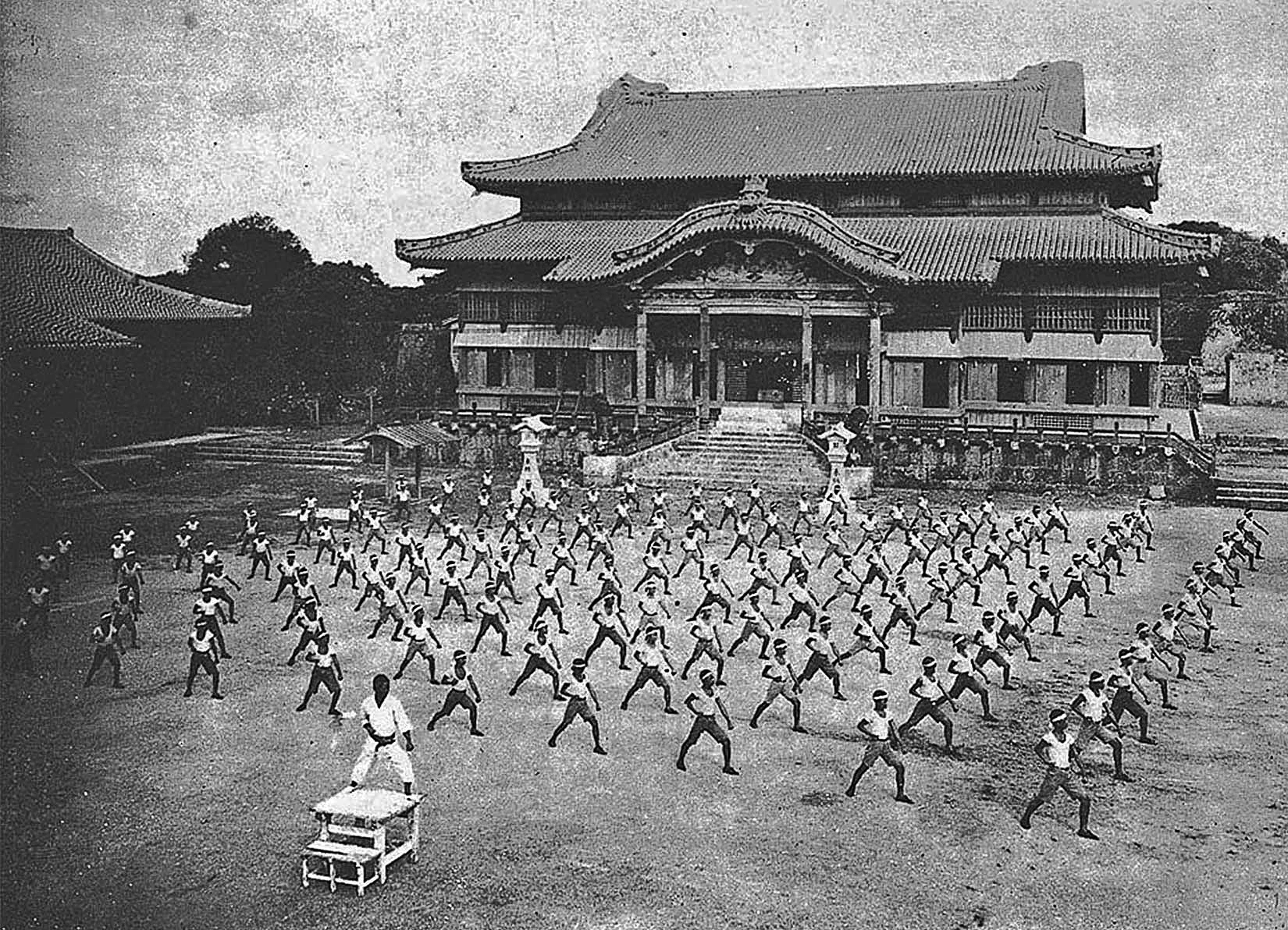
Entraînement de karaté dans la cour du château de Shuri en 1938.

La date exacte de la construction du château est inconnue bien que de récentes fouilles fassent remonter les ruines les plus anciennes à la fin du XIVe siècle. Il est donc considéré que le château était à l'origine un gusuku (forteresse), achevé avant 1427, comme en témoigne également une plaque célébrant la création de jardins extérieurs, conservée dans le musée de la préfecture d'Okinawa.
Selon les registres historiques, le château de Shuri fut détruit par le feu à quatre reprises, la dernière lors de la bataille d'Okinawa durant la guerre du Pacifique, et toujours reconstruit. Le premier incendie eut lieu en 1453, à la suite de la lutte entre factions pour le trône de l'île (la révolte dite des Shiro Furi). En 1660, le château fut détruit par un incendie accidentel. La reconstruction en fut retardée en raison de problèmes économiques. Grâce à Shō Shōken (Haneji Choshu), un nouveau château fut construit dix ans plus tard. En 1709, le château de Shuri fut de nouveau détruit par un incendie qui n'était pas d'origine criminelle et sa restauration dura jusqu'en 1715.
À la suite de la création de la préfecture d'Okinawa, le château devint le siège d'un détachement de la garnison de Kumamoto et fut utilisé comme caserne. Plus tard, il abrita les salles de classe d'une école élémentaire et une école professionnelle de femmes jusqu'en 1945.
En 1923, la forte pression fiscale poussa l'administration de Naha à décider la démolition du château en raison du mauvais état dans lequel il se trouvait. Un mouvement dirigé par Kamakura Yoshitaro et Ito Chuta sauva la forteresse de ce triste sort. En 1925, des mesures spéciales de conservation furent prises et en 1929 le château de Shuri fut déclaré trésor national.
Pendant la bataille d'Okinawa, le château fut réduit en décombres par les bombardements américains, parce que son sous-sol avait été aménagé pour servir de quartier général et d'abri antiaérien à la 32e armée de l'armée impériale japonaise.
Après la guerre, le gouvernement d'occupation américain décida de créer l'Université des Ryūkyū sur le site d'origine du château. Mais comme cela rendait difficile de terminer la restauration de l'ensemble des bâtiments fortifiés, la résidence universitaire fut installée sur un autre site, ce qui permit de récupérer le monument qui fut achevé en 1992.
En 2000, le château de Shuri, avec d'autres gusuku de Ryukyu, a été inclus dans la liste du patrimoine mondial de l'UNESCO.
Le 31 octobre 2019, le château est dévasté par un immense incendie qui a duré onze heures. L'essentiel du complexe architectural, dont le bâtiment central (Seiden), ceux du nord (Hokuden) et du sud (Nanden), est détruit. Au total, 4 800 m2 de la structure en bois, reconstruite après-guerre à partir de photographies et de plans de l'originale, partent en fumée,.

## Structure
Le château de Shuri se répartit en trois zones principales, séparées par leur fonction : la région administrative a été concentrée sur la place principale et les autres bâtiments en face d'elle : (le seiden, l'ensemble nanden/bandokoro, le Hokuden, etc.). Les nombreux sites religieux présents à l'intérieur de l'ensemble du site, dont le Kyo-no-uchi, lui donnent un caractère religieux. Enfin, les appartements de la famille royale, appelés ouchibara, constituaient les parties privées. Parmi les éléments architecturaux significatifs inhérents à la complexité des bâtiments se trouvent les structures suivantes :

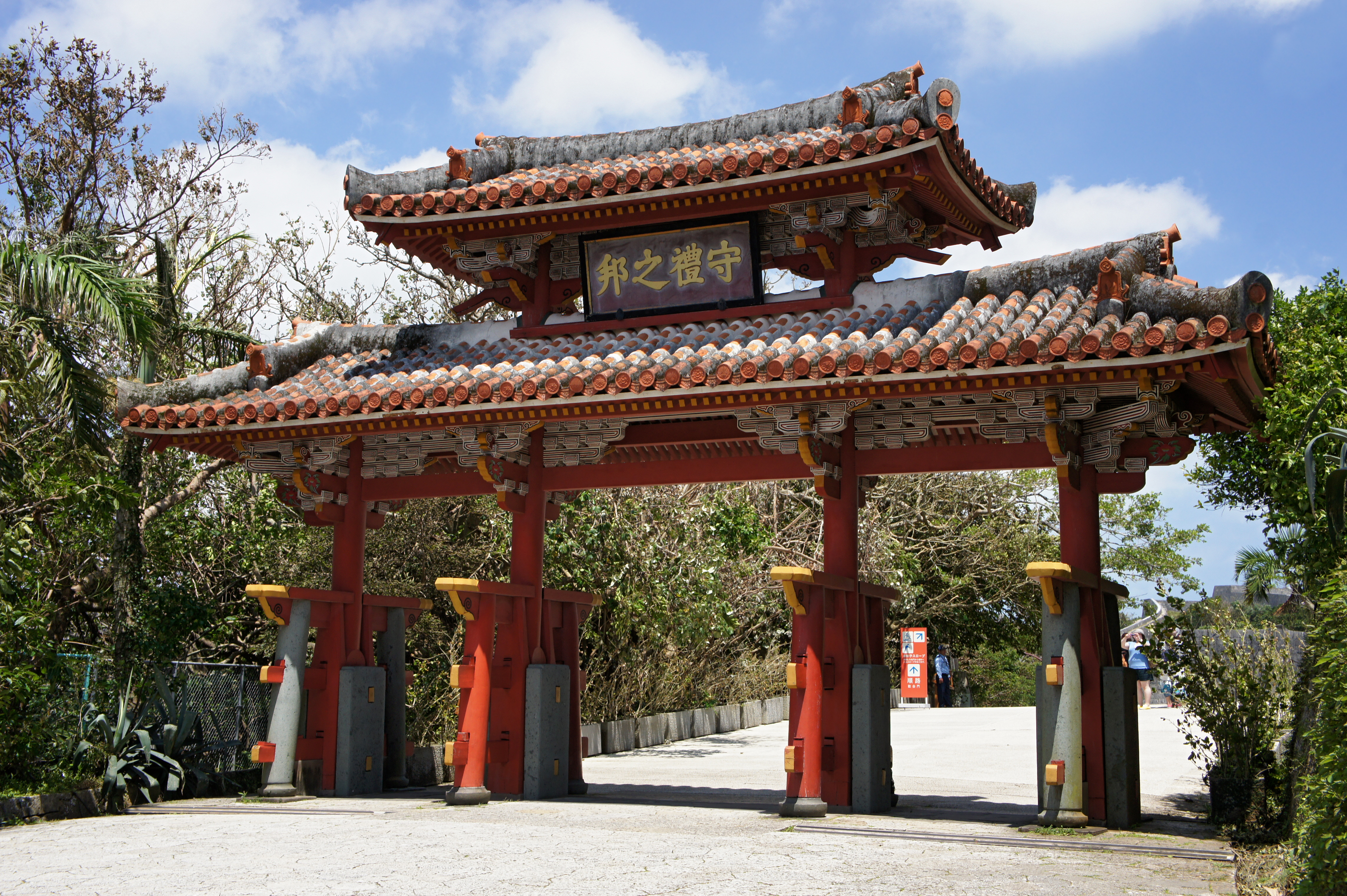
La porte Shureimon (1527-1555), portant l'inscription « Shurei-no-kuni », « Le pays des bonnes manières ».

- La porte Shureimon, construite entre 1527 et 1555, qui porte l'inscription « Shurei-no-kuni », qui signifie « Le pays des bonnes manières ». Nommée trésor national en 1933, la porte fut détruite pendant la bataille d'Okinawa et fut la première structure du château à être restaurée en 1958.
- La porte Zuisenmon, placée dans les murs intérieurs du château, est également connue sous le nom Hikawa-Ujo, qui signifie « grande source de bon augure », en raison de l'aqueduc Ryuho dans le voisinage immédiat. La porte, probablement construite autour de 1470, se compose d'une tour en bois, construite dans une faille des murs. Zuisenmon est devenue trésor national en 1933 mais a été détruite pendant la Seconde Guerre mondiale et n'a été restaurée qu'en 1992.

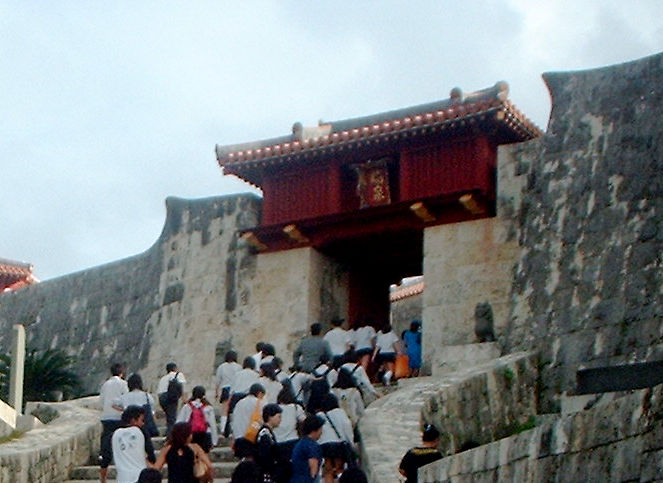
La porte Zuisenmon (env. 1470). Érigée sur les murs intérieurs du château. La source, non visible sur la photo, se trouve dans le virage en bas à droite.

- La porte Kankaimon, également connue sous le nom Amae-Ujo (l'ancienne langue des Ryukyus, amae signifie « joie »), est l'entrée principale du château, construite pendant le règne du roi Sho Shin (1477-1526). Le nom dérive du fait que c'était l'endroit où il accueillait les dignitaires en visite au château, en particulier les envoyés d'investiture, appeléssappushi, de la cour impériale chinoise. Nommée trésor national en 1933, la porte a été détruite pendant la bataille d'Okinawa, puis reconstruite en 1974.
- La porte Roukokumon, aussi appelée Kagoise-ujo c'est-à-dire « porte de l’ascension des portantines », car même les hauts fonctionnaires en autorisaient l'usage et devaient descendre ici en signe de respect au roi. Le nom Roukokumon vient de la clepsydre endommagée durant la guerre, à présent restaurée et présente sur la poivrière.

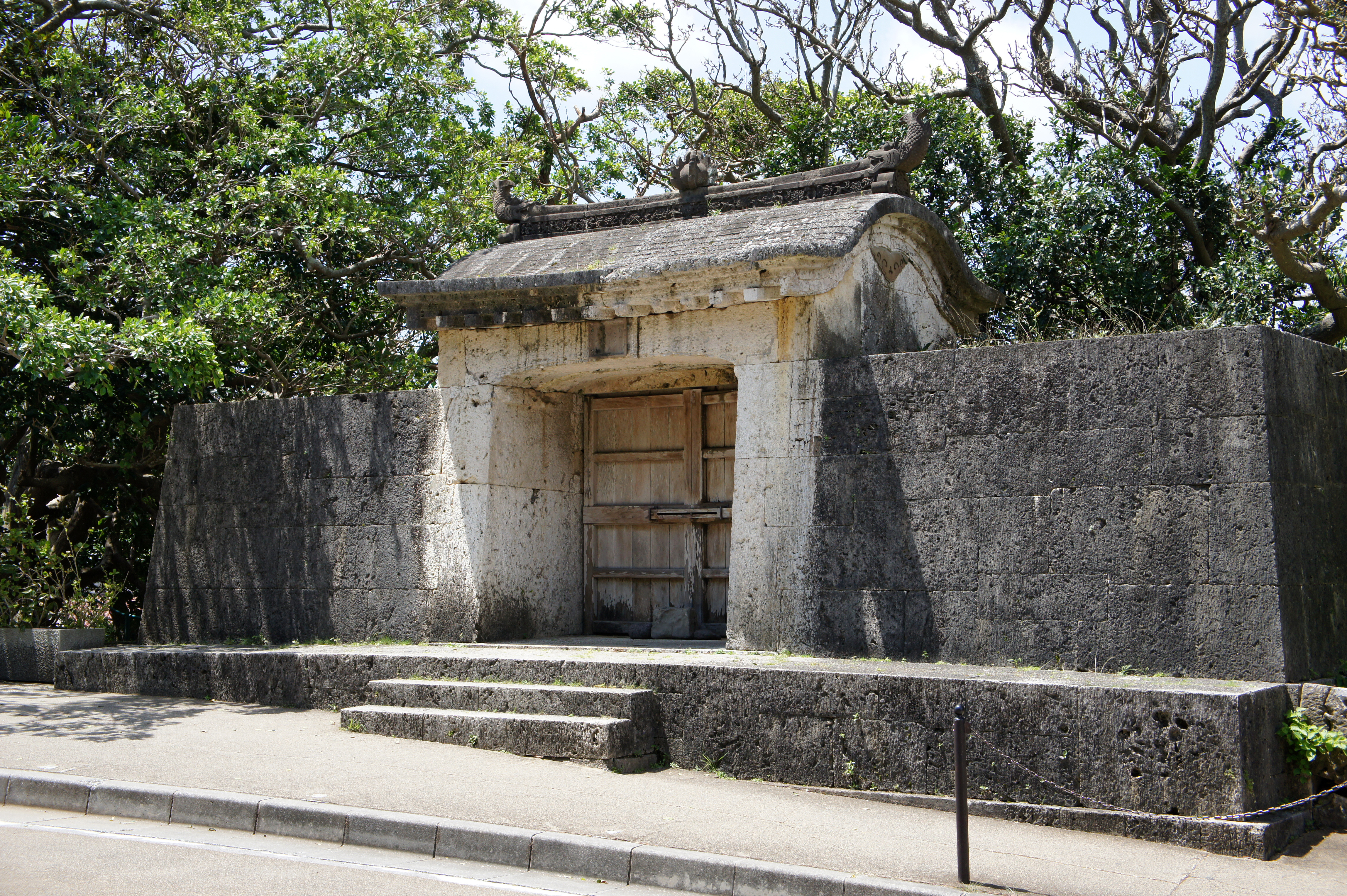
Sonohyan-utaki ishi-mon : la porte en pierre et le groupe d'arbres situés près de la porte s'appelaient utaki ou temple. Le roi quittait le château quand il avait cessé d'y prier pour le succès de son voyage.

- L'aqueduc Ryuhi, qui fournit une eau fraîche et cristalline, également connu sous les noms honorifiques de Shiyori Oyakigawa et Gusuku Oyakigawa. Pendant le règne des Ryukyu, l'eau de source était apportée dans les aménagements du Tenshikan le matin et le soir pour approvisionner les invités impériaux chinois. D'ici, l'eau coulait à travers les conduites de la porte Kyukeimon. La source était aussi importante pour les besoins premiers de la famille royale.
- La porte Koufukumon est un bâtiment avec un toit en pente de chaque côté. L'année de construction de la porte est inconnue. L'aile est du bâtiment abritait l'okumiza, bureau du député chargé d'intervenir dans les différends entre les familles nobles. L'aile ouest servait au jishaza, le magistrat chargé de superviser les lieux de culte.
- La porte Kobikimon, à l'époque du royaume de Ryukyu, était utilisée pour transmettre les matériaux nécessaires à la construction et à la réparation des bâtiments du château. Dans les périodes où il n'y avait pas de tels travaux, la porte était bloquée avec des pierres.
- Keizuza / Youmotsuza. Le premier était le bureau gouvernemental responsable de la généalogie des familles nobles. La seconde s'occupait des marchandises et des matériaux utilisés à l'intérieur du château.
- La méridienne, placée près du Roukokumon. Dans le passé, elle servit à intégrer l'horloge à eau.
- La porte Houshinmon, aussi connue sous le nom Kimihokori Ujo en face du Seiden, divisait la place Una. Bien que la période de construction soit inconnue, les balustrades en pierre ont été achevés en 1562. La porte fait environ 36 m de large pour 7,2 m de haut et son toit central est plus grand que le côté avant-toit. Le naden, c'est-à-dire la pièce où étaient rapportés les comptes rendus sur les médicaments, le thé et le tabac se trouvait dans l'aile gauche, vers le nord. Le kimihokori, la salle réservée aux cérémonies qui avaient lieu dans le château se trouvait dans l'aile droite, vers le sud.
- Suimui-utaki, un lieu sacré, en face des murs du château. Selon la mythologie des îles Ryukyu, ce site avait été créé des mains des dieux.
- La porte Uekimon, (aussi appelée no-Yosoechi-ujou), située sur le dessus d'une pente pavée, à l'est de la porte Kyukeimon. Elle fut réalisée en mettant une poutre sur les murs du château, poutre sur laquelle fut construite une tour à deux étages avec l'entrée. Elle était utilisée comme entrée de service au Ouchibara.
- La porte Kyukeimon (également connue sous le nom Hokoriujo hokori, ce qui signifie « agréable fierté »), située sur le côté nord des murs extérieurs du château. C'était une entrée utilisée majoritairement par des femmes. Elle aurait été construite durant le règne du roi Sho Shin. La porte se compose d'une tour en bois surmontée d'un toit de tuiles. La structure est assez similaire à celle de Kankaimon mais elle est accessible par une échelle d'un style tout à fait unique.

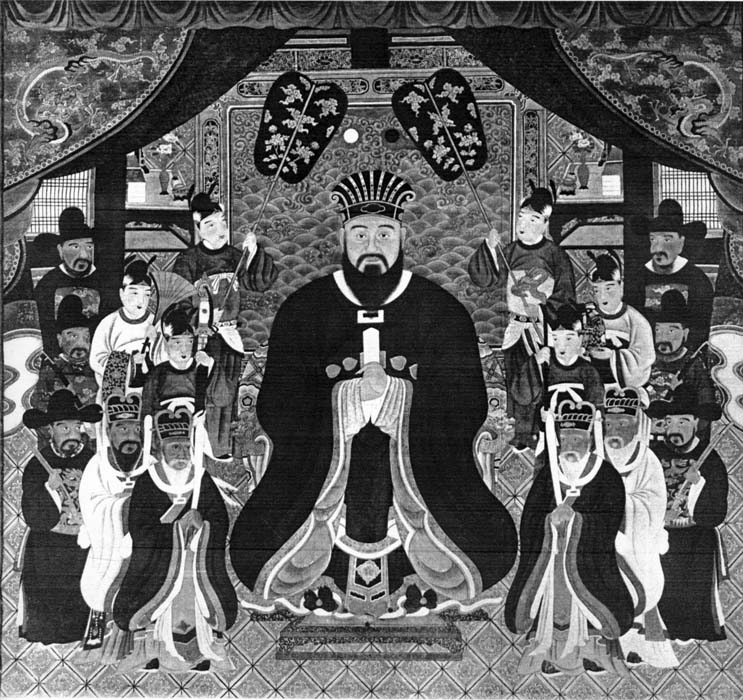
Le roi Sho Shin (1465-1526) sur une peinture de 向元湖 (Sho Genko, 1748-1841) de 1796.

- La porte Keisemon qui est la troisième entrée dans les murs extérieurs du château, derrière le Seiden, également appelée Akat-Ujo. Elle était utilisée quotidiennement comme entrée de service. Lorsque le prince héritier montait sur le trône après la mort du roi, il utilisait le Keisemon pour entrer dans le château et être couronné. D'où le nom lui-même : « porte de la succession ». La porte a été restaurée en 1998.
- Una, le carré délimité par le Seiden, le Nanden, le Bandokoro, le Hokuden et le Houshinmon. C'était la place principale où se tenaient les cérémonies principales et l'investiture du nouveau règne. La structure est essentiellement identique au palais de la Cité interdite de Pékin, ce qui souligne les liens étroits qui existaient entre les Ryukyu et la Chine. Le couloir central entre le Houshinmon et le Seiden, appelé Ukimichi, était considéré comme un passage sacré. Les tuiles brunes placées en parallèle sur les deux côtés du couloir Ukimichi, servaient aux dignitaires pour l'alignement et l'organisation de l'appareil cérémonial.
- Le Nanden et le Bandokoro sont disposés à la droite du bâtiment principal (le Seiden). Les deux édifices sont reliés par un couloir. Le Bandokoro est une structure à un étage tandis que le Nanden en a deux. Les deux furent construits entre (1621 et 1627), longtemps après l'installation du clan Shimazu (1609). Les bâtiments ont été faits de bois et jamais peints. Le Bandokoro avait pour fonction d'accommoder les visiteurs du château, tandis que le Nanden était utilisé pour mener les cérémonies annuelles et recevoir les invités du clan Shimatsu.

### Seiden

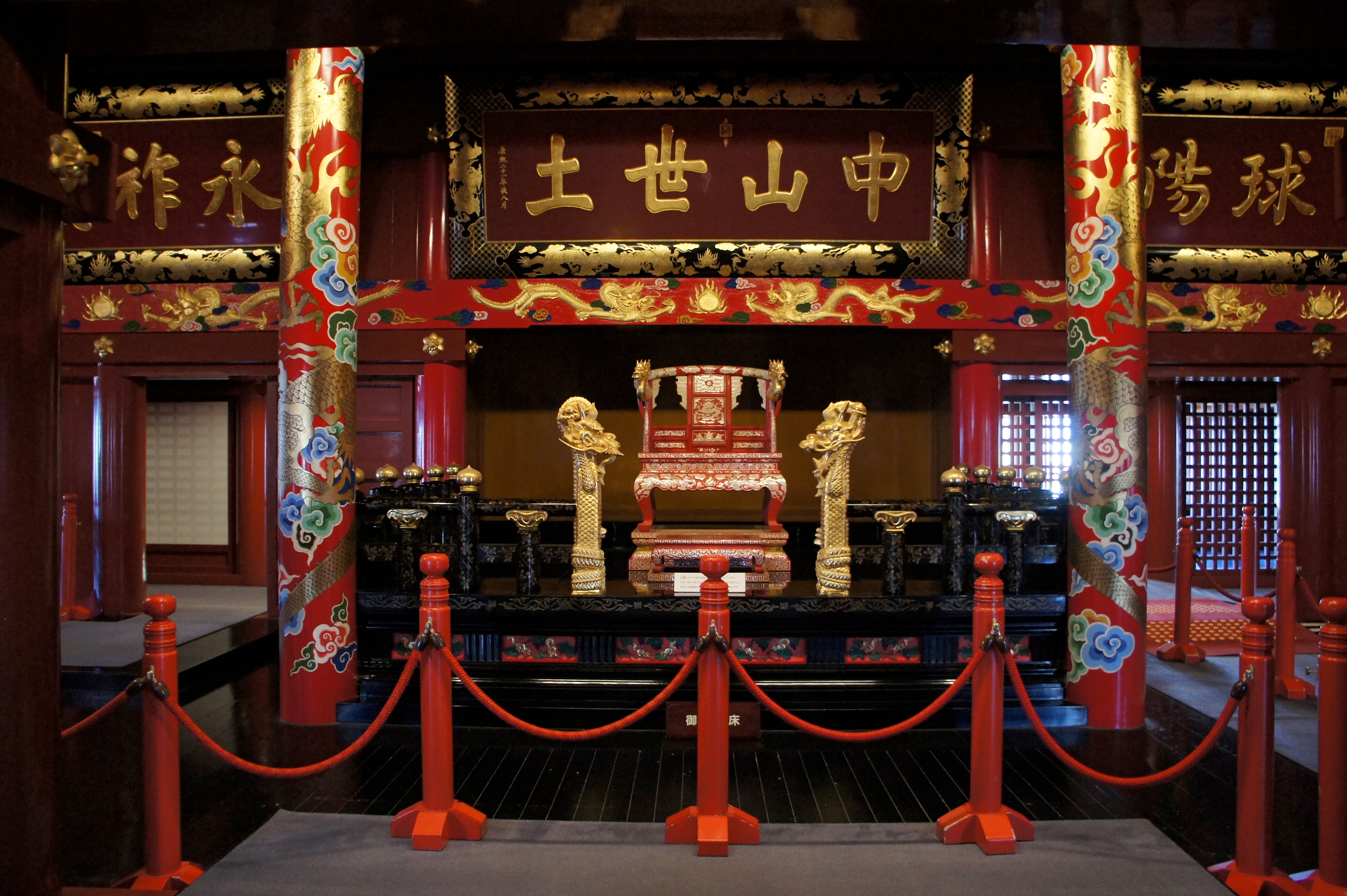
Usakuka, le trône royal au premier étage du Seiden.

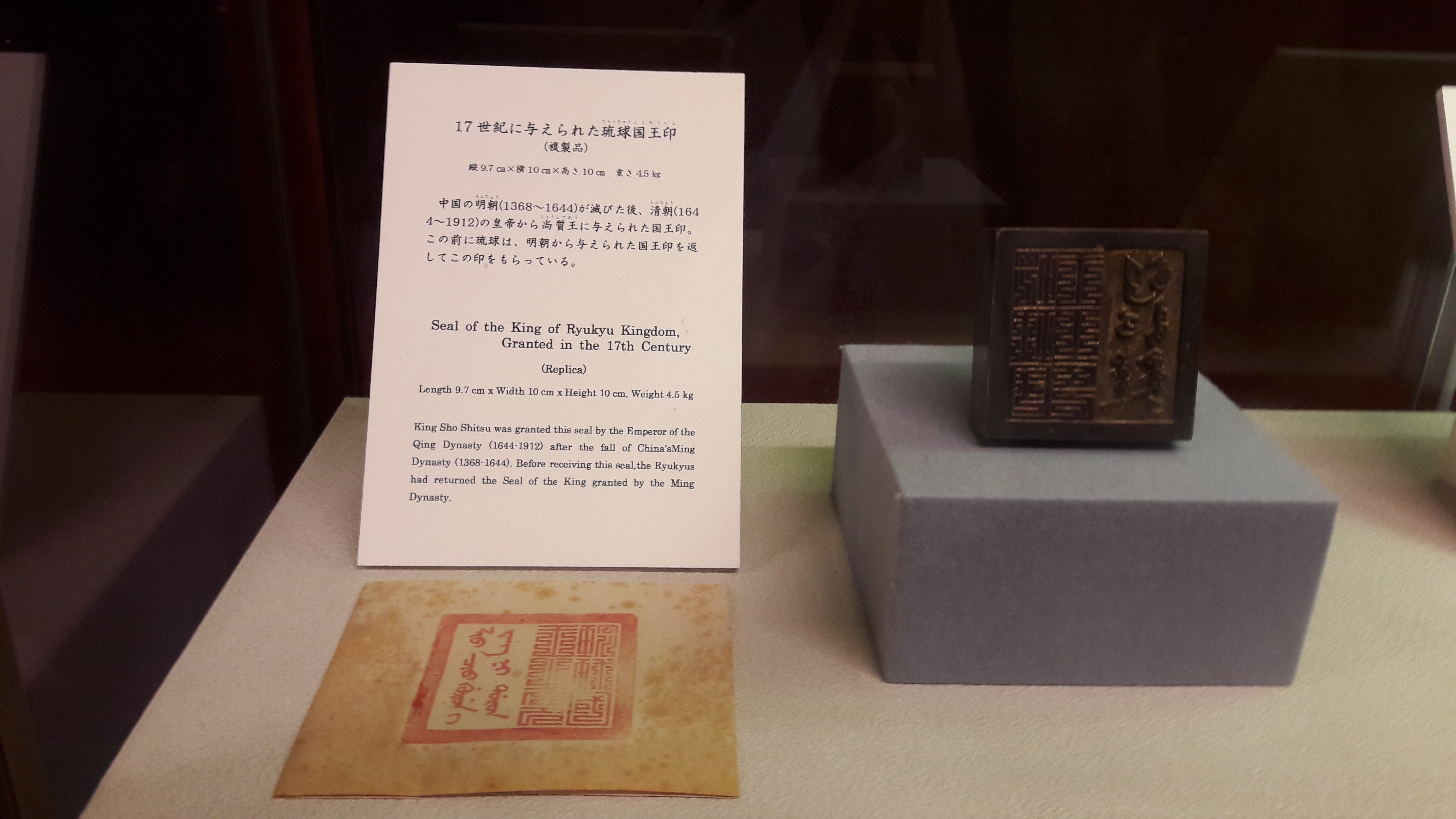
Sceau royal en chinois et mandchou visible dans la salle du trône

Le palais principal, le Seiden, aussi appelé le palais d'État et Momourasoe Udun, était la deuxième plus grande structure en bois du royaume de Ryūkyū. Ce bâtiment symbolisait la royauté aux quatre coins du pays.
Le palais principal, à trois étages avec deux niveaux de toiture, orné de colonnes en forme de dragon, est une particularité de l'architecture de Ryukyu, qui n'a d'égal ni en Chine ni au Japon, mais comporte des influences de ces deux empires. Le toit, en particulier, rappelle le grand palais de la Paix à la Cité interdite à Beijing et le palais du gouvernement au palais de Gyeongbok à Séoul, ce qui représente une version austère des bâtiments de style chinois. Le dragon, symbole du roi, apparaît souvent dans les ouvrages et les bâtiments en tant que protecteur du pays. Selon les registres historiques, le Seiden fut incendié et reconstruit quatre fois. Le palais a été décoré de dragons sculptés dans la pierre et de sculptures sur bois. La version actuelle est une reproduction de celui construit en 1712 qui survécut jusqu'à la Seconde Guerre mondiale. Il comporte des symboles mandchous, mongols et tibétains propres à la dynastie Qing.
Trois panneaux de type biane (japonais : 扁額 (hengaku)) sont situés derrière le trône royal, en hauteur. Sur le panneau central, on peut lire l'inscription (écrite de la gauche vers la droite) 中山世土 (chūzan seido), en référence à l'ancien royaume de Chūzan (中山王国, Chūzan ōkoku) de l'époque Sanzan, royaume central d'Okinawa sur le territoire duquel est situé le château. À droite du trône (vu d'en face) est inscrit 輯瑞球陽 (Chūzui kūyō), et à la gauche 永祚瀛壖 (eiseizen).

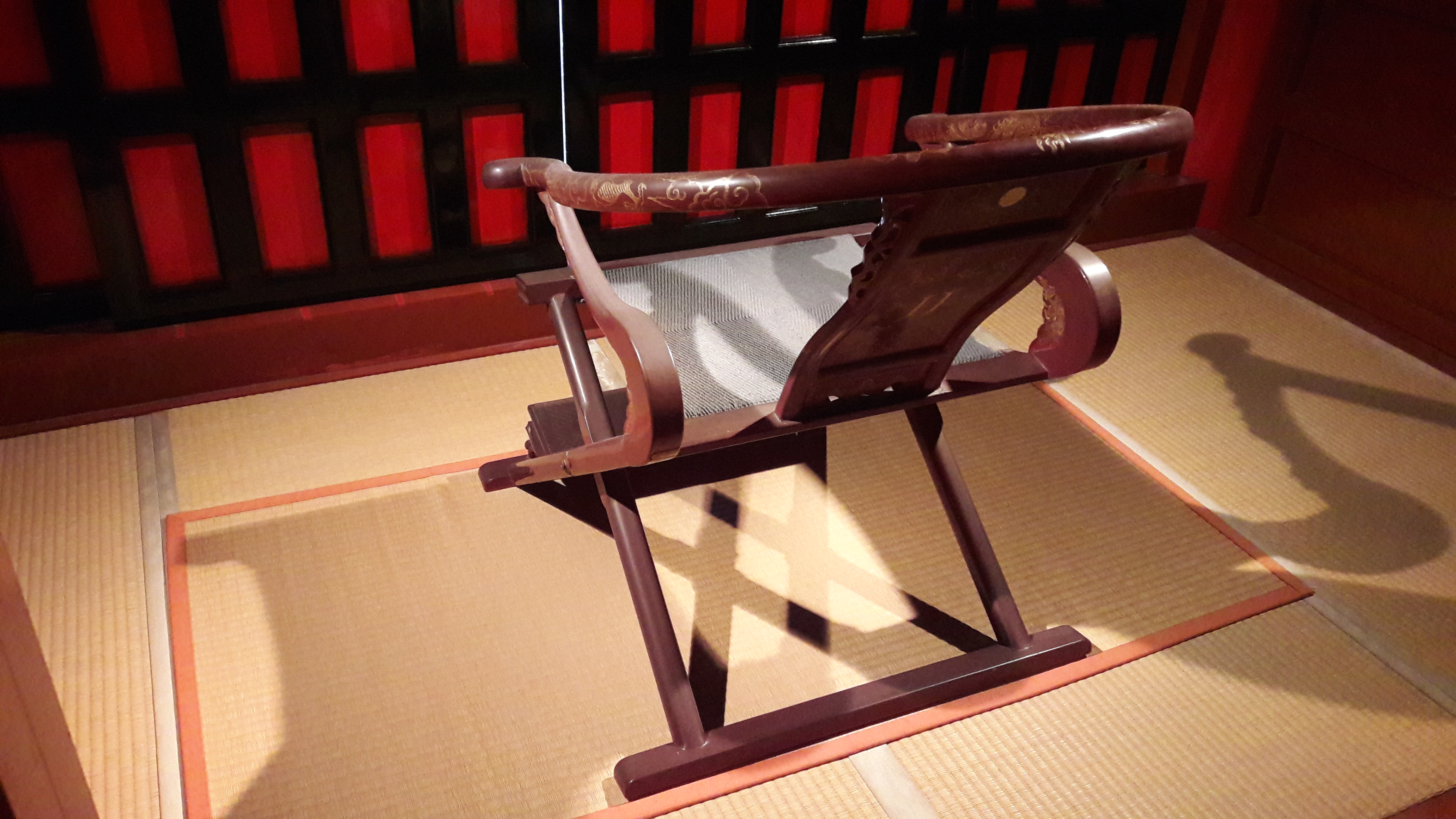
Chaise sous le karahafu et double-porte coulissante permettant au roi d'observer la cour principale du château.

Au rez-de-chaussée du palais, appelé Shichagui, se déroulaient les cérémonies importantes et les conférences tenues par le roi et les hauts fonctionnaires. In esso[Quoi ?] se trouvaient l'Usasuka (le banc royal), l'Hirausasuka (la plate-forme pour les enfants et les petits-enfants du souverain) et l'Ochokui (l'escalier derrière le trône, caché par un mur coulissant et utilisé exclusivement par le monarque).
Au premier étage, appelé Ufugui, se déroulaient les cérémonies royales. Ici était l'Usasuka, le trône royal, qui rappelait les caractéristiques Shamidan, c'est-à-dire le socle sur lequel est placée la statue de Bouddha dans les temples zen. Le haut plafond était conçu pour donner au lieu une atmosphère austère. Toujours au premier étage était le karahafu, un pignon sur la toiture, associé à un petit espace en face du trône, sur lequel est situé un siège, permettant au roi d'observer depuis la salle du trône la cour principale du château. C'est d'ici que le premier jour de l'année, le roi passait en revue les fonctionnaires alignés dans la cour.

### Hokuden
Le Hokuden, c'est-à-dire le bâtiment nord, appelé à l'origine Nishi-no-Udun ou Giseiden, fut construit autour de 1506-1521. Il fut détruit avec la plupart du château par un incendie en 1709 puis reconstruit en 1712. Le palais servait de structure administrative pour le gouvernement du pays: C'est ici que travaillaient les ministres (Omote Jugonin Shu) et les fonctionnaires (hissha et satunushi). Le Hokuden servait également à recevoir les invités chinois pour la cérémonie d'intronisation. Il s'agissait d'une formalité par laquelle les rois étaient couronnés au nom de l'empereur chinois. Les émissaires chinois organisaient deux cérémonies : le rituel de passage (yusa), par lequel hommage était rendu au défunt roi, et la cérémonie d'intronisation durant laquelle était couronné un nouveau roi. Les dignitaires chinois arrivaient sur un navire appelé houshu ukansin, ce qui signifie « vaisseau qui porte la couronne ». Il s'agissait un fait d'une cérémonie coutumière durant laquelle était offerte une couronne ornée d'or et de bijoux. En retour, le nouveau roi envoyait des délégués et des cadeaux à l'empereur chinois en gage de fidélité. Le commodore américain Perry fut reçu dans ce bâtiment quand il visita le château.

### Ouchibara
Les appartements privés du château de Shurijo se trouvaient dans l'Ouchibara où vivaient le roi et sa famille. Dans ce lieu, les anciennes coutumes et traditions étaient strictement observées par une organisation de personnel féminin dépendant de la reine. Seuls le roi et quelques privilégiés y avaient accès. Les contrevenants étaient punis de l'exil de même qu'étaient condamnés à subir le même sort les gardes qui n'avaient pas été vigilants.

#### Kugani-udun
Les appartements privés du roi, de sa mère et de la reine se trouvaient dans le Kugani-Udun. C'était le bâtiment central de l'Ouchibara, relié au Seiden et à la Nike-Udun. Le bâtiment de deux étages avait un toit de tuiles en pente. Au premier étage se trouvait la porte Saekimon et les couloirs, les pièces principales se situaient au second étage. Selon les registres historiques, il y avait une salle appelée Suzuhiki-no-ma (« salle de la cloche qui sonne »), située entre le Kugani-Udun et le Kinju-tsumesho (« lieu de la servitude »), où une corde attachée à une cloche était tirée quand il y avait besoin de parler avec le roi.

#### Yuinchi, Yosoe-udun, Yohokoriden
Le Yuinchi était l'endroit où la nourriture était préparée quotidiennement pour le roi et sa famille. Le bâtiment, long et étroit, était relié au Kugani-Udun.
Le Yosoe-udun était le bâtiment qui gouvernait l'intérieur de la zone du Ouchibara et c'était aussi la résidence de la reine consort. Il se trouvait derrière le Seiden et communiquait par un couloir au Yuinchi et au Yohokoriden. C'était l'endroit où se déroulait la cérémonie d'intronisation du nouveau souverain. Selon la coutume, le prince héritier entrait dans le château par la porte Keisemon, dépassait le Bifukomon et accédait au bâtiment. Les appartements de la princesse encore nubile se trouvaient dans le Yohokoriden.

#### Shinbyouden
Ce bâtiment, situé sur le côté est des jardins intérieurs du château, était considéré comme le plus sacré de tout le château. Entouré par une structure en pierre de corail, il servait de morgue pour le corps du souverain. Un rideau de buissons tout autour du Shinbyouden filtrait la lumière pendant la journée.

#### Nike-udun
Également connu sous le nom de Usum-Udun, le Nike-Udun était à l'origine la résidence du monarque. Construit en 1765, il fut ensuite étendu vers le sud en 1874. Le bâtiment situé sur une pente se compose de deux étages et possède un toit de tuiles. Le premier étage abritait les entrepôts et le personnel féminin, tandis que les pièces principales se trouvaient à l'étage supérieur.

### Autres édifices
D'autres bâtiments se trouvaient à l'intérieur du château, mais nous n'avons pas d'informations détaillées à leur sujet (Sashikiden, Odaijo, Ryouriza, Zenigura, etc.).

## La cérémonie d'investiture

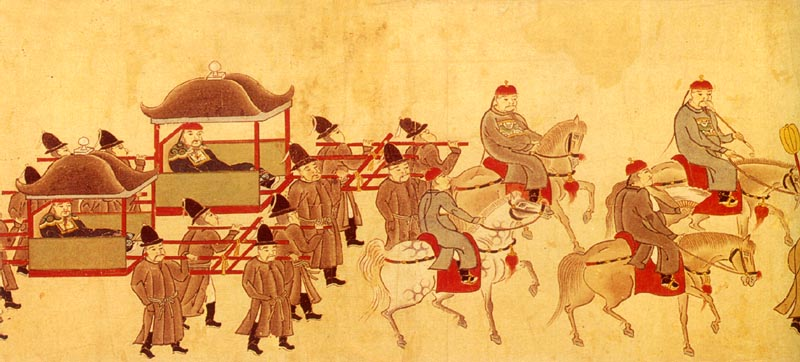
Partie d'une peinture représentant les envoyés de l'Empire chinois pour la cérémonie d'intronisation.

Les contacts entre les îles Ryukyu et la Chine commencèrent en 1372 et durèrent cinq siècles jusqu'à l'établissement de la préfecture d'Okinawa en 1879. Quand le royaume des Ryukyu était sur le point d'installer un nouveau roi, l'empereur de Chine envoyait des fonctionnaires qui assistaient à la cérémonie d'investiture au château de Shuri. Grâce à cette cérémonie, le royaume cimenta ses liens avec la Chine, tant d'un point de vue commercial que culturel. Cette coutume donna au souverain des îles une sorte de reconnaissance internationale de son pays dans l'est de l'Asie.
La délégation chinoise comprenait environ 500 personnes, dont un chef et un représentant, tous deux nommés par les hauts fonctionnaires de l'empereur de Chine. Les envoyés quittaient Beijing et se dirigeaient par voie terrestre à Fuzhou dans la province du Fujian, où ils s’apprêtaient à naviguer vers les îles Ryukyu. Le voyage en mer avait lieu sur des vaisseaux appelés ukanshin (« navires de la Couronne »). Parmi les premières tâches de la délégation chinoise avait lieu une cérémonie religieuse (Yusa) à la mémoire du feu roi. Des mots de condoléances de la part de l'empereur de Chine étaient prononcés dans le temple Sogenji. Puis la cérémonie d'investiture se déroulait dans la première cour du château. À ce stade, deux plates-formes étaient érigées, Kettei (réservée aux agents de l'empereur) et Sendokudai, respectivement devant le Nanden et le Seiden. Le fonctionnaire impérial récitait la formule pour la nomination du nouveau roi des Ryukyu et il s'inclinait profondément devant lui. Plus tard, à l'intérieur du château, avait lieu une « fête de l'investiture », à laquelle faisait suite un « banquet de mi-automne », accompagné de chants et de danses. Ce banquet se tenait sur une plate-forme temporaire en face du nord du bâtiment (Hokuden), plate-forme sur laquelle se tenaient les envoyés impériaux. Le 9 septembre du calendrier lunaire avait lieu au bord du lac Ryutan et du château le « banquet Choyo » pendant lequel se déroulaient une course de bateaux et des spectacles musicaux, toujours en présence de la délégation chinoise. Deux banquets d'adieu successifs étaient ensuite organisés au château, en face du Hokuden, et enfin un banquet au Tenshikan à l'issue duquel le roi donnait à la délégation chinoise des présents d'or en signe de bon augure pour le retour.